# Cortiella lamondiana
Cortiella lamondiana là một loài thực vật có hoa trong họ Hoa tán. Loài này được Fullarton & M.F.Watson mô tả khoa học đầu tiên năm 1996.